# Arnold Rikli

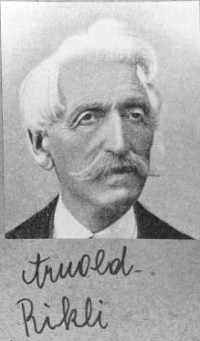
Arnold Rikli

Arnold Rikli (* 13. Februar 1823 in Wangen an der Aare, Kanton Bern; † 30. April 1906 in Sankt Thomas, Kärnten, Österreich-Ungarn) war ein Schweizer Färbereibesitzer und Naturheiler. Er ist der Begründer der „Atmosphärischen Kur“, bei der Licht- und Luftbäder eine wesentliche Rolle spielen. 1855 hatte er seine Sonnenbäderbehandlung bekanntgemacht. Rikli war ein Anhänger der sogenannten Lebensreform.

## Leben
Geboren wurde Rikli als Sohn eines angesehenen Politikers und Besitzers einer Färberei. Im Blick auf seine zukünftigen Aufgaben im väterlichen Betrieb erhielt er ein strenge Erziehung. Als Zwanzigjähriger arbeitete er in der elterlichen Färberei mit, wo er auch seine Lehre als Färber absolviert hatte. 1845 gründete er bereits mit seinen Brüdern Karl und Rudolf eine Garnfärberei in Seebach Seeboden am Millstätter See (Kärnten). Sein Hauptinteresse galt aber bereits in diesen Jahren der Naturheilkunde, nicht zuletzt wohl deshalb geriet sein Betrieb in finanzielle Probleme. In diesen Jahren konstruierte er einen Bettdampf-Apparat und erwarb sich einen Namen als Wasserarzt.
1854, nachdem er sich selbst erfolgreich von einer Krankheit geheilt hatte, zog er mit seiner Familie in das klimatisch günstig gelegene Veldes in Oberkrain im heutigen Slowenien, um dort eine Heilanstalt zu gründen. Er behandelte in den Sommermonaten – wohl mit einigem Erfolg – hauptsächlich leichtere Fälle, die er sich selbst aussuchen konnte, und scharte eine beachtliche Anzahl von Anhängern um sich. In den Wintermonaten behandelte er zunächst in Laibach, dann in Triest und Gries bei Bozen auch schwerere Krankheiten und versagte teilweise u. a. auch bei seinen eigenen Kindern. Konflikte mit Ärzten endeten oft vor Gericht, doch Rikli blieb bis zu seinem Tod selbstbewusst seinen Theorien treu und war überzeugt, einen wichtigen Beitrag für die Medizin geleistet zu haben.
Seit 1989 wird jährlich der Arnold-Rikli-Preis von der Light Foundation in Atlanta (USA) vergeben. Ausgezeichnet werden Arbeiten, die sich mit der biologischen Wirkung von Licht auf den Menschen beschäftigen. Die Jörg-Wolff-Stiftung vergibt seit 2016 ebenfalls einen – mit 10.000 Euro dotierten – Arnold-Rikli-Preis für photo-biologische Forschung in Bezug auf den menschlichen Organismus. Der Preis steht unter der Schirmherrschaft der Europäischen Gesellschaft für Photobiologie (ESP).
Sein Bruder war der Unternehmer Samuel Friedrich Rikli, sein Cousin der Kaufmann und Politiker Johann Rudolf Moser.

## Riklis Heilkuren
Rikli, der auch „Sonnendoktor“ genannt wurde, behandelte seine Patienten mit Wasser-Luft-Licht-Therapien, Beschäftigung an der frischen Luft, intensiven Sonnenbädern (Heliotherapie) und einer vegetarischen Diät. Seine Kurgäste verbrachten die Nächte in auf Vincenz Prießnitz zurückgehenden offenen Hütten, in der Umgebung befanden sich „Luftparks“ wie das „Riklikum“ oder die „Arnoldshöhe“, gewissermaßen Fitnessplätze, wohin seine Patienten barfuß und minimal bekleidet wanderten. In den Kurgebäuden badete der Gast in Bassins und begab sich unter Duschen und Dampfbäder, auf den Dächern befanden sich großzügige Sonnenterrassen. Das wesentliche Prinzip der Kur bestand im „atmosphärischen Wechselreiz“ von Wasser, Luft und Licht, welches das körperliche und seelische Gleichgewicht wiederherstellen sollte.
Da Rikli wissenschaftlichen Erkenntnissen seiner Zeit keinen Glauben schenkte, sträubte er sich gegen schulmedizinische Behandlungen wie Impfungen oder Operationen und wurde zum erbitterten Gegner der Ärzteschaft. Die Naturheilkundler hingegen heben bis heute seine Verdienste und Beiträge (u. a. zur Lichttherapie) hervor.
Nicht zuletzt dank Rikli wurde Veldes zu einem bedeutenden Kurort und erlebte in den Jahren bis zum Ersten Weltkrieg einen beachtlichen Aufschwung; auch heute werden abgewandelte Formen von Riklis Kuren im heutigen Bled angeboten. Zu seinen „Schülern“ gehörte der Maler und Sozialreformer Karl Wilhelm Diefenbach (1851–1913), der in Wien eine Landkommune nach den Prinzipien von Rikli gründete. In Riklis Kuranstalt in Veldes trafen sich auch der Industriellensohn Henri Oedenkoven, die Pianistin Ida Hofmann und die Brüder Karl und Gusto Gräser, die zusammen im Herbst 1900 den Weinberg über Ascona besiedelten. Sie nannten ihr Unternehmen, zu dem eine Naturheilanstalt gehörte, „Berg der Wahrheit – Monte Verità“. Auch diese 20 Jahre bestehende Anstalt folgte den Heilweisen von Rikli, darüber hinaus aber wurde sie zu einer Begegnungsstätte kulturrevolutionärer Geister, zur „Wiege der Alternativkultur“.